# Lowland Football League 2015–16
Lowland League 2015–16 là mùa giải thứ 3 trong lịch sử Lowland Football League. Edinburgh City là đương kim vô địch.  Cumbernauld Colts được lựa chọn vào giải đấu và là thành viên mới.

## Câu lạc bộ
| Câu lạc bộ            | Vị trí         | Sân nhà                  | Sức chứa | Tham khảo |
| --------------------- | -------------- | ------------------------ | -------- | --------- |
| BSC Glasgow           | Glasgow        | Lochburn Park (Maryhill) | 1,800    | [ 1 ]     |
| Cumbernauld Colts     | Cumbernauld    | Broadwood Stadium        | 7,936    | [ 2 ]     |
| Dalbeattie Star       | Dalbeattie     | Islecroft Stadium        | 3,500    | [ 3 ]     |
| East Kilbride         | East Kilbride  | K Park Training Academy  | 400      | [ 4 ]     |
| Edinburgh City        | Edinburgh      | Meadowbank Stadium       | 16,500   | [ 5 ]     |
| Edinburgh University  | Edinburgh      | New East Peffermill      | 1,000    | [ 6 ]     |
| Gala Fairydean Rovers | Galashiels     | Netherdale               | 4,000    | [ 7 ]     |
| Gretna 2008           | Gretna         | Raydale Park             | 2,200    | [ 8 ]     |
| Preston Athletic      | Prestonpans    | Pennypit Park            | 4,000    | [ 9 ]     |
| Selkirk               | Selkirk        | Yarrow Park              | 1,162    | [ 10 ]    |
| Spartans              | Edinburgh      | Ainslie Park             | 3,000    | [ 11 ]    |
| Stirling University   | Stirling       | Forthbank Stadium        | 3,808    | [ 12 ]    |
| Threave Rovers        | Castle Douglas | Meadow Park              | 1,500    | [ 13 ]    |
| Vale of Leithen       | Innerleithen   | Victoria Park            | 1,500    | [ 14 ]    |
| Whitehill Welfare     | Rosewell       | Ferguson Park            | 2,614    | [ 15 ]    |

## Bảng xếp hạng
Threave Rovers thoát khỏi sự xuống hạng vì không một trong hai đội bóng của giải dưới, Leith Athletic hoặc St Cuthbert Wanderers, đáp ứng điều kiện đăng ký. Tuy nhiên, câu lạc bộ từ chối cơ hội gia nhập lại giải đấu và xuống chơi ở South of Scotland Football League mùa giải 2016–17.

| VT | Đội                      | ST | T  | H | B  | BT | BB | HS  | Đ  | Thăng hạng, giành quyền tham dự hoặc xuống hạng         |
| -- | ------------------------ | -- | -- | - | -- | -- | -- | --- | -- | ------------------------------------------------------- |
| 1  | Edinburgh City (C, O, P) | 28 | 24 | 1 | 3  | 74 | 28 | +46 | 73 | Được quyền tham dự Bán kết play-off Scottish League Two |
| 2  | Spartans                 | 28 | 18 | 4 | 6  | 74 | 36 | +38 | 58 |                                                         |
| 3  | Stirling University      | 28 | 17 | 5 | 6  | 65 | 32 | +33 | 56 |                                                         |
| 4  | Cumbernauld Colts        | 28 | 15 | 6 | 7  | 60 | 42 | +18 | 51 |                                                         |
| 5  | East Kilbride            | 28 | 14 | 7 | 7  | 68 | 44 | +24 | 49 |                                                         |
| 6  | Edinburgh University     | 28 | 13 | 3 | 12 | 51 | 46 | +5  | 42 |                                                         |
| 7  | BSC Glasgow              | 28 | 12 | 5 | 11 | 54 | 51 | +3  | 41 |                                                         |
| 8  | Whitehill Welfare        | 28 | 12 | 4 | 12 | 47 | 43 | +4  | 40 |                                                         |
| 9  | Dalbeattie Star          | 28 | 10 | 6 | 12 | 54 | 50 | +4  | 36 |                                                         |
| 10 | Gretna 2008              | 28 | 11 | 3 | 14 | 38 | 50 | −12 | 36 |                                                         |
| 11 | Gala Fairydean Rovers    | 28 | 10 | 2 | 16 | 53 | 61 | −8  | 32 |                                                         |
| 12 | Selkirk                  | 28 | 9  | 2 | 17 | 52 | 70 | −18 | 29 |                                                         |
| 13 | Vale of Leithen          | 28 | 7  | 5 | 16 | 38 | 67 | −29 | 26 |                                                         |
| 14 | Preston Athletic         | 28 | 6  | 4 | 18 | 28 | 70 | −42 | 22 |                                                         |
| 15 | Threave Rovers           | 28 | 3  | 1 | 24 | 30 | 96 | −66 | 10 | Rút khỏi giải                                           |

## Kết quả
| S.nhà ╲ S.khách       | BSC | CUM | DBS | EKB | EDC | EDU | GFR | G08 | PRA | SEL | SPA | SLU | THR | VOL | WHW |
| BSC Glasgow           |     | 0–4 | 2–1 | 1–0 | 1–3 | 0–2 | 3–3 | 2–4 | 3–1 | 2–2 | 2–2 | 3–3 | 7–3 | 2–1 | 2–0 |
| Cumbernauld Colts     | 2–1 |     | 4–0 | 1–1 | 1–2 | 2–2 | 2–1 | 4–1 | 5–1 | 1–0 | 0–4 | 1–1 | 2–1 | 0–1 | 2–3 |
| Dalbeattie Star       | 0–2 | 0–2 |     | 1–2 | 1–0 | 2–2 | 1–2 | 1–0 | 1–2 | 2–3 | 1–2 | 2–2 | 7–1 | 2–1 | 1–1 |
| East Kilbride         | 2–1 | 1–1 | 2–2 |     | 1–2 | 6–0 | 2–1 | 4–1 | 1–1 | 5–4 | 0–1 | 2–2 | 4–0 | 5–2 | 1–2 |
| Edinburgh City        | 2–0 | 3–1 | 5–2 | 1–1 |     | 5–0 | 3–0 | 3–0 | 4–1 | 4–2 | 1–0 | 1–0 | 3–0 | 3–1 | 1–4 |
| Edinburgh University  | 3–2 | 4–0 | 1–2 | 0–4 | 1–2 |     | 4–1 | 2–0 | 1–0 | 3–2 | 3–4 | 0–1 | 4–0 | 0–0 | 5–0 |
| Gala Fairydean Rovers | 4–3 | 2–2 | 1–2 | 3–2 | 1–3 | 0–5 |     | 0–2 | 1–0 | 3–1 | 2–6 | 1–3 | 5–0 | 7–0 | 0–1 |
| Gretna 2008           | 0–0 | 0–2 | 0–0 | 4–5 | 0–3 | 0–5 | 0–2 |     | 3–2 | 0–3 | 1–0 | 2–1 | 3–0 | 3–1 | 1–0 |
| Preston Athletic      | 0–4 | 0–2 | 1–4 | 2–0 | 2–8 | 2–1 | 0–3 | 0–2 |     | 0–1 | 0–7 | 0–5 | 5–0 | 2–2 | 1–1 |
| Selkirk               | 1–2 | 3–5 | 1–4 | 1–5 | 1–2 | 2–0 | 2–1 | 1–5 | 1–2 |     | 3–2 | 1–2 | 3–1 | 1–3 | 0–4 |
| Spartans              | 2–1 | 3–0 | 4–2 | 1–1 | 2–3 | 5–0 | 3–1 | 2–1 | 1–1 | 5–2 |     | 1–0 | 4–1 | 4–1 | 3–2 |
| Stirling University   | 0–3 | 1–2 | 3–1 | 3–0 | 3–1 | 1–0 | 4–2 | 3–1 | 5–1 | 2–1 | 1–1 |     | 4–1 | 2–0 | 3–1 |
| Threave Rovers        | 0–3 | 1–4 | 3–4 | 3–4 | 1–2 | 1–2 | 1–4 | 1–2 | 0–1 | 3–5 | 0–3 | 0–6 |     | 1–1 | 3–1 |
| Vale of Leithen       | 5–0 | 3–3 | 1–8 | 1–4 | 1–3 | 2–0 | 3–2 | 1–1 | 1–0 | 1–4 | 1–0 | 1–3 | 1–2 |     | 0–2 |
| Whitehill Welfare     | 1–2 | 2–4 | 0–0 | 2–3 | 0–1 | 0–1 | 3–0 | 2–1 | 3–0 | 1–1 | 5–2 | 2–1 | 1–2 | 3–2 |     |

Nguồn: Soccerway
1 ^ Đội chủ nhà được liệt kê ở cột bên tay trái.
Màu sắc: Xanh = Chủ nhà thắng; Vàng = Hòa; Đỏ = Đội khách thắng.

## Play-off Thăng hạng
Là đội vô địch Lowland League, Edinburgh City thi đấu với Cove Rangers, đội vô địch của Highland League 2015–16, sau 2 lượt đi và về trong trận bán kết play-off. Edinburgh City thắng lượt đi trên sân khách với tỉ số 3–0 và hòa 1–1 trên sân nhà, chung cuộc thắng 4–1. Edinburgh City vì vậy được vào chơi trận chung kết play-off với East Stirlingshire.
Edinburgh City hòa 1–1 trên sân nhà ở lượt đi trước East Stirlingshire trước khi ghi bàn phạt đền muộn để thắng 1–0 trên sân khách ở lượt về, chung cuộc thắng 2–1. Vì vậy, Edinburgh City sẽ được thi đấu ở Scottish League Two 2016–17.

## Lowland Football League Play-off
Đội vô địch East of Scotland và South of Scotland sẽ thi đấu với nhau để chọn ra đội tham dự Lowland League mùa tiếp theo.  Tuy nhiên, việc này ngược lại với việc đăng ký chặt chẽ và điều kiện tham dự để quyết định có thể được chấp nhận thi đấu hay không.